# قاچاق انسان در اندونزی
قاچاق انسان در اندونزی (انگلیسی: Human trafficking in Indonesia) به عنوان یک کشور منبع، ترانزیت و کشور مقصد برای زنان، کودکان و مردان قاچاق شده به منظور استثمار جنسی تجاری و کار اجباری می‌باشد.

## قربانیان

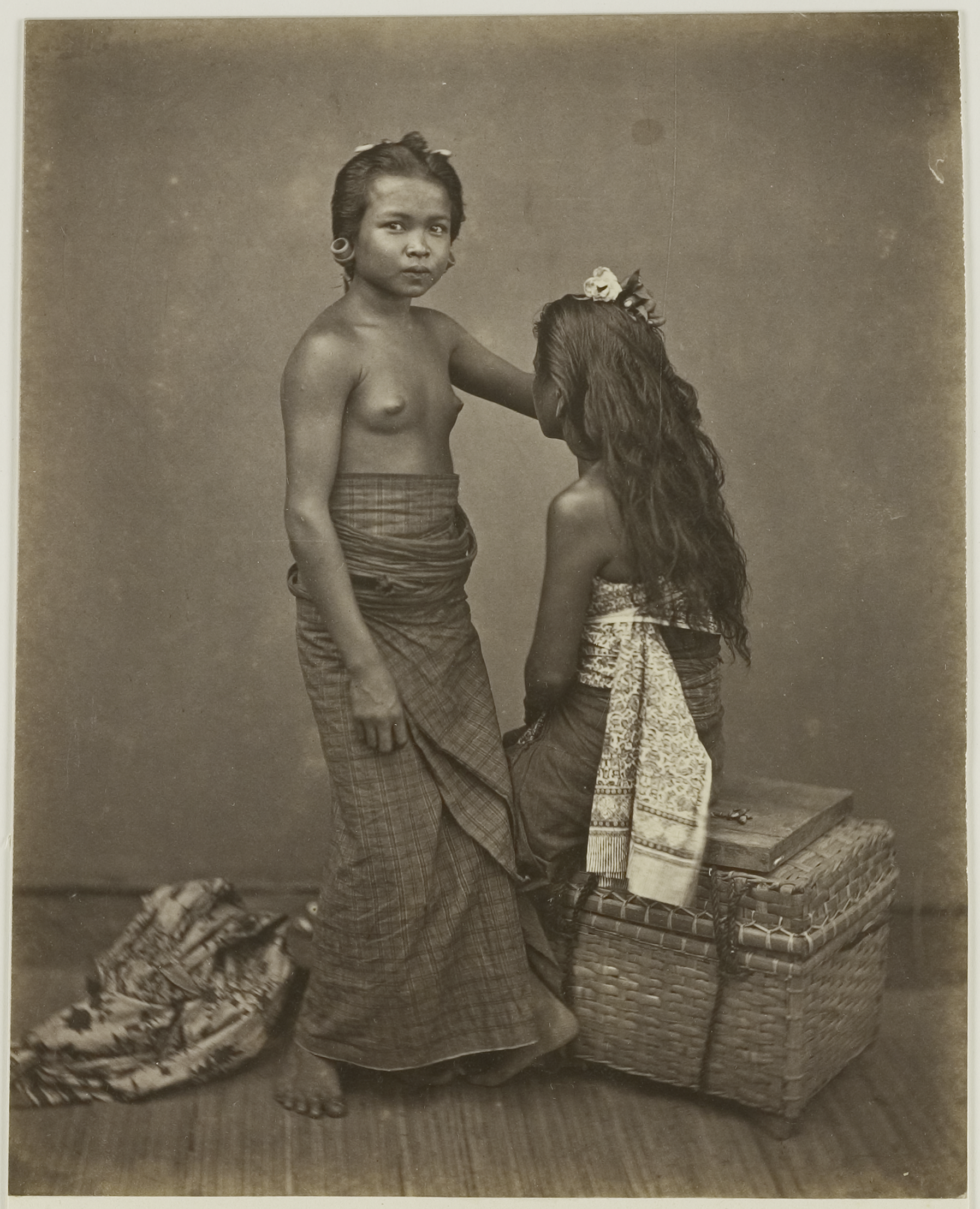
دو دختر کنیز در اندونزی

بزرگترین تهدید قاچاق برای مردان و زنان اندونزی این است که با شرایط کار اجباری و اسارت بدهی (تعهد شخص به انجام کار یا خدمات به عنوان ضمانت برای بازپرداخت بدهی) در کشورهای توسعه یافته آسیا و خاورمیانه مواجه می‌شوند. دولت سفر زنان اندونزیایی را به ژاپن و کره جنوبی تحت عنوان “هنرمندان فرهنگی “متوقف کرد زیرا که این اقدام باعث قربانی شدن آن‌ها برای استثمار جنسی تجاری می‌شد. با این حال، در سال ۲۰۰۷، قاچاقچیان به‌طور فزاینده ای از اسناد جعلی، از جمله پاسپورت استفاده می‌کردند تا ویزای توریستی را برای زنان و دختران، را بدست آورند، که پس از آن مجبور به فحشا در ژاپن شده بودند و از طریق استفاده غیرقانونی از بدهی‌های استخدام مبلغ ۲۰٬۰۰۰ دلار به ازای هر نفر سود می‌بردند. قاچاق دختران جوان به تایوان به عنوان عروس، عمدتاً از کالیمانتان غربی، همچنان ادامه دارد. قاچاقچیان از مدارک ازدواج ساختگی و سایر اسناد جعلی برای کسب ویزا استفاده می‌کنند و سپس زنان و دختران را مجبور به فحشا می‌کنند. زنان از جمهوری خلق چین، تایلند و اروپای شرقی به منظور بهره‌کشی جنسی تجاری بطور قاچاق به اندونزی وارد می‌شوند، گرچه تعداد اینگونه افراد در مقایسه با تعداد اندونزیایی که برای این منظور به خارج قاچاق می‌شوند، ناچیز است. شمار قابل توجهی از مردان و زنان اندونزی هر ساله به خارج از کشور مهاجرت می‌کنند. این مهاجرین برای کار در بخش ساختمان، کشاورزی، تولید و خدمات خانگی در کشورهای مالزی، عربستان سعودی، عراق، سنگاپور، تایوان، هنگ کنگ، امارات متحده عربی، اردن، کویت، قطر، سوریه، فرانسه، بلژیک، آلمان و هلند، تحت شرایط کار اجباری یا اسارت بدهی (تعهد شخص به انجام کار یا خدمات به عنوان ضمانت برای بازپرداخت بدهی) قرار می‌گیرند.

## شبکه‌ها
مالزی و عربستان سعودی، مقصد اصلی کارگران مهاجر قانونی و غیرقانونی اندونزیایی هستند که برای خدمت خانگی، استثمار جنسی تجاری و کار اجباری به این دو کشور قاچاق می‌شوند. برخی از آژانسهای استخدام نیروی کار، که به نام PJTKI شناخته می‌شوند، شبیه شبکه‌های قاچاق عمل می‌کنند و کارگران زن و مرد را با شرایط اسارت بدهی، کار اجباری و سایر شرایط مشابه به قاچاق می‌کشانند. بعضی از کارگران، اغلب زنان، که قصد مهاجرت دارند، تا کاری در خارجه برای خود پیدا کنند از طریق آژانسهای استخدام‌های PJTKI مجاز یا غیرمجاز اقدام می‌کنند، که دست آخر در دام شبکه قاچاق یا شبیه قاچاق قرار می‌گیرند. این استخدام کنندگان، از کارگران هزینه‌های بالائی تا مبلغ ۳۰۰۰ دلار مطالبه می‌کنند، که با قوانین اندونزی همخوانی ندارد، و اکثراً از کارگران می‌خواهند که بدهی‌های خود را بپردازند و در مواردی ناخواسته کارگران را به شرایط اسارت بدهی (تعهد شخص به انجام کار یا خدمات به عنوان ضمانت برای بازپرداخت بدهی) گرفتار می‌کنند. آژانسهای کاریابی و استخدام PJTKI گاهی مدارک برخی از کارگران را توقیف کرده و آن‌ها را در مراکز خاصی، گاهی اوقات برای چندین ماه نگه می‌دارند. برخی از این مؤسسات PJTKI همچنین از تهدید به خشونت برای کنترل کارگران درخواست‌کننده مهاجرت استفاده می‌کنند. آژانس‌های استخدام در فرم درخواست گذرنامه و اسناد کارگران مهاجر، به‌طور منظم تاریخ تولد، از جمله در مورد کودکان را جعل می‌کنند. قاچاق افراد در داخل کشور یک مشکل مهم دیگر در اندونزی است، زنان و کودکان در داخل کشور به صورت قاچاق جابجا می‌شوند و در کار خدمات خانگی، استثمار جنسی تجاری، کشاورزی روستایی، کار درمعدن، ماهیگیری و صنایع کلبه سازی مورد سوء استفاده قرار می‌گیرند.

## اقدامات دولت
دولت اندونزی به‌طور کامل از حداقل استانداردهای حذف قاچاق انسان تبعیت نمی‌کند؛ با این حال، تلاش‌های زیادی برای انجام این کار صورت می‌گیرد. در حالی که دولت با استفاده از قانون جدید مبارزه با قاچاق جنسی پیشرفت روشنی داشته‌است، اما با استفاده جزئی از قانون جدید قاچاق، در مقابله با شیوه‌های قاچاق گسترده که آژانسهای استخدام کارگر مجاز و غیرمجاز، در آن دست دارند، ضعف مشخص نشان داده که ناکامی آن را نشان می‌دهد. اندونزی با صدها هزار نفر از قربانیان قاچاق انسان، بزرگترین مشکل قاچاق این منطقه را دارد. مشکل بزرگ دیگر همدستی مقامات دولتی با قاچاقچیان است.

## موضعگیریها
دفتر نظارت و مبارزه با قاچاق انسان در وزارت امور خارجه ایالات متحده آمریکا این کشور را را در سال ۲۰۱۷ در سطح دوم کشورهای (مبارزه با قاچاق انسان) قرار داد.